# 5,6-Dihydrothymidine
La 5,6-dihydrothymidine est un nucléoside dont la base nucléique est la 5,6-dihydrothymine, un dérivé de la thymine, l'ose étant le 2-β-D-désoxyribofuranose.